# شهرداری وارکاوا
شهرداری وارکاوا (به لاتین: Vārkava Municipality) یک شهرداری در لتونی است. شهرداری وارکاوا ۲٬۴۱۲ نفر جمعیت دارد.